# Nora Newcombe
Nora S. Newcombe (* 1951 in Toronto) ist eine US-amerikanische Psychologin und Professorin an der Temple University. Sie ist für ihre Forschung zur kognitiven Entwicklung bekannt, insbesondere zur räumlichen Kognition und zum episodischen Gedächtnis.

## Leben
Newcombe schloss 1972 ihr Bachelorstudium der Psychologie am Antioch College ab und promovierte 1976 an der Harvard University im Bereich Psychologie und soziale Beziehungen. Sie arbeitete zunächst an der Pennsylvania State University, bevor sie an die Temple University wechselte, wo sie heute als Laura-H.-Carnell-Professorin für Psychologie tätig ist.
Newcombe leitete das Spatial Intelligence and Learning Center (SILC), das mit der Northwestern University, der University of Chicago und der University of Pennsylvania zusammenarbeitet. Sie ist Fellow verschiedener Fachgesellschaften, darunter der American Academy of Arts and Sciences, der American Association for the Advancement of Science, der American Psychological Society (APS) und der American Psychological Association (APA). 2008 wurde sie zudem in die Society of Experimental Psychologists aufgenommen. Im Jahr 2024 wurde sie zudem Mitglied der National Academy of Sciences.
Sie war Präsidentin der Entwicklungspsychologie-Sektion der American Psychological Association.

## Wirken
Newcombes Forschungsschwerpunkt liegt auf der kognitiven Entwicklung, insbesondere im Bereich der räumlichen Kognition, des episodischen Gedächtnisses und der geschlechtsspezifischen Unterschiede in der neuropsychologischen Entwicklung.
Sie untersuchte die Komponenten des episodischen Gedächtnisses, insbesondere die Prozesse der Mustertrennung (mnemonic discrimination) und Mustervervollständigung (pattern completion). Dabei konnte sie die Unabhängigkeit dieser beiden Prozesse voneinander nachweisen. So zeigte sie, dass Menschen, die sich gut an Details erinnern (Mustertrennung), nicht unbedingt auch gut darin sind, räumlich-zeitliche Zusammenhänge abzurufen (Mustervervollständigung).
Im Jahr 2006 erhielt Newcombe eine Förderung der National Science Foundation in Höhe von 3,5 Millionen US-Dollar für die Gründung des Spatial Intelligence and Learning Center (SILC), das Forschung zu räumlicher Intelligenz fördert und fächerübergreifend mit mehreren renommierten Universitäten arbeitet.
Neben ihrer Forschung setzt sich Newcombe auch öffentlich gegen politische Eingriffe in die Wissenschaftsfreiheit ein und kritisierte offen Maßnahmen der Trump-Regierung, die ihrer Ansicht nach illegale und antidemokratische Eingriffe in die wissenschaftliche Finanzierung und Freiheit darstellen.
Newcombe erhielt zahlreiche Auszeichnungen, darunter den Distinguished Scientific Contribution Award der Society for Research in Child Development (SRCD), den William James Fellow Award der APS sowie den George Miller Award und den G. Stanley Hall Award der APA. Im Jahr 2020 hielt sie die Paul B. Baltes Lecture. 2025 wurde sie mit dem Rumelhart-Preis ausgezeichnet.

## Schriften (Auswahl)
- Newcombe, N., & Huttenlocher, J. (2000): Making space: The development of spatial representation and reasoning. MIT press.
- Uttal, D. H., Miller, D. I., & Newcombe, N. S. (2013): Exploring and enhancing spatial thinking: Links to achievement in science, technology, engineering, and mathematics?. Current Directions in Psychological Science, 22(5), 367-373.
- Peer, M., Brunec, I. K., Newcombe, N. S., & Epstein, R. A. (2021): Structuring knowledge with cognitive maps and cognitive graphs. Trends in cognitive sciences, 25(1), 37-54.
- Tansan, Merve, Kim V. Nguyen, and Nora S. Newcombe: Spatial navigation in childhood and aging. Annual Review of Developmental Psychology 4.1 (2022): 253-272.